# Ivan Strachoň
Ivan Strachoň (* 1973) je český politik a manažer, od roku 2004 zastupitel Moravskoslezského kraje, v letech 2012 až 2016 náměstek moravskoslezského hejtmana.

## Život
Narodil se v roce 1973. Je absolventem Vysoké školy lesnické a dřevařské ve Zvolenu.
Je ženatý, má dvě děti a žije v Ostravě.

### Politické působení
V komunálních volbách v roce 2002 neúspěšně kandidoval do zastupitelstva Ostravy jako nestraník za KSČM. V krajských volbách v roce 2004 úspěšně kandidoval jako nestraník na kandidátní listině KSČM do krajského zastupitelstva Moravskoslezského kraje. Mandát poté obhájil již jako člen Komunistické strany v krajských volbách v roce 2008, v roce 2012, v roce 2016, v roce 2020 a jako lídr kandidátní listiny koalice Stačilo! také v roce 2024. V letech 2008 až 2012 byl předsedou zahraničního výboru kraje. V letech 2012 až 2016 působil jako náměstek moravskoslezského hejtmana Miroslava Nováka a v letech 2016 až 2020 jako člen zahraničního výboru a investiční komise. V letech 2020 až 2024 působil jako předseda krajského kontrolního výboru. V prosinci 2012 na sebe strhnul pozornost médií poté, co se účastnil vánočního putování s Dědou Mrázem, přičemž účelem akce byla propagace Volgogradské oblasti v Rusku.
Ve sněmovních volbách v roce 2010 jako člen KSČM neúspěšně kandidoval do Poslanecké sněmovny PČR za Moravskoslezský kraj. V senátních volbách v roce 2016 kandidoval v senátním obvodu č. 70 – Ostrava-město do Senátu PČR. Získal 8,9 % hlasů, skončil na pátém místě a do druhého kola voleb tak nepostoupil. V souběžných komunálních volbách v roce 2018 poté opět neúspěšně kandidoval do ostravského zastupitelstva. Ve sněmovních volbách v roce 2021 kandidoval na 18. místě kandidátní listiny KSČM, ale nebyl zvolen. V komunálních volbách v roce 2022 poté opět neúspěšně kandidoval do zastupitelstva Ostravy, tentokrát na třetím místě kandidátní listiny subjektu OSTRAVSKÁ LEVICE - nezávislí kandidáti společně s KSČM.
V evropských volbách v roce 2024 kandidoval jako člen KSČM na desátém místě kandidátní listiny Stačilo! do Evropského parlamentu, ale neuspěl.
Ve sněmovních volbách v roce 2025 kandiduje na 3. místě kandidátní listiny hnutí Stačilo! v Moravskoslezském kraji.